# Hauptideal
Das Hauptideal ist ein Begriff aus der Ringtheorie, einem Teilgebiet der Algebra. Es stellt eine Verallgemeinerung der aus der Schulmathematik bekannten Teilmengen der ganzen Zahlen dar, die Vielfache einer Zahl sind. Beispiele für solche Teilmengen sind die geraden Zahlen oder die Vielfachen der Zahl 3.

## Definition
Ein Hauptideal eines Ringes {\displaystyle R} ist ein von einem einzigen Element {\displaystyle a\in R} erzeugtes Ideal.
{\displaystyle (a):=\left(\left\{a\right\}\right).}

## Eigenschaften
Mit den Komplexprodukten
{\displaystyle Ra:=\{ra\mid r\in R\},}
{\displaystyle aR:=\{ar\mid r\in R\}}
und
{\displaystyle RaR:=\{ras\mid r,s\in R\}}
gilt jeweils für das von {\displaystyle a\in R} erzeugte
- Haupt-Linksideal:
{\displaystyle (a)=\{a_{1}+\ldots +a_{n}\;|\;n\in \mathbb {N} {\mbox{ und }}a_{1},\ldots ,a_{n}\in \{\pm a\}\cup Ra\},}
- Haupt-Rechtsideal:
{\displaystyle (a)=\{a_{1}+\ldots +a_{n}\;|\;n\in \mathbb {N} {\mbox{ und }}a_{1},\ldots ,a_{n}\in \{\pm a\}\cup aR\},}
- (zweiseitige) Hauptideal:
{\displaystyle (a)=\{a_{1}+\dotsb +a_{n}\mid n\in \mathbb {N} {\mbox{ und }}a_{i}\in \{\pm a\}\cup Ra\cup aR\cup RaR\}.}

Falls der Ring {\displaystyle R} ein Einselement 1 besitzt, folgt für das
- Haupt-Linksideal:
{\displaystyle \left(a\right)=Ra,}
- Haupt-Rechtsideal:
{\displaystyle \left(a\right)=aR,}
- (zweiseitige) Hauptideal:
{\displaystyle (a)=\{a_{1}+\dotsb +a_{n}\mid n\in \mathbb {N} {\mbox{ und }}a_{i}\in RaR\}.}

### Bemerkungen
- Es ist durchaus geläufig, mit {\displaystyle RaR} das von {\displaystyle a} erzeugte Hauptideal zu bezeichnen[1][2] (und nicht nur das darin enthaltene Komplexprodukt).
- In kommutativen Ringen stimmen alle drei Arten von Hauptidealen überein, im Allgemeinen jedoch nicht.
- Nicht jedes Ideal eines Ringes muss ein Hauptideal sein. Als Beispiel betrachten wir den kommutativen Ring {\displaystyle K[X,Y]} aller Polynome in zwei Unbestimmten über einem Körper {\displaystyle K}. Das von den beiden Polynomen {\displaystyle X} und {\displaystyle Y} erzeugte Ideal {\displaystyle (X,Y)} besteht aus allen Polynomen aus {\displaystyle K[X,Y]}, deren Absolutglied gleich {\displaystyle 0} ist. Dieses Ideal ist kein Hauptideal, denn wäre ein Polynom {\displaystyle P} ein Erzeuger von {\displaystyle (X,Y)}, dann müsste {\displaystyle P} ein Teiler sowohl von {\displaystyle X} als auch von {\displaystyle Y} sein, was nur auf die konstanten Polynome ungleich {\displaystyle 0} zutrifft. Diese sind aber in {\displaystyle (X,Y)} nicht enthalten.

## Verwandter Begriff
Ein Integritätsring, in dem jedes Ideal ein Hauptideal ist, heißt Hauptidealring.